# Copa Antel de 2016
A Copa Antel de 2016 foi a sexta edição do torneio de verão em caráter amistoso realizado em Montevidéu no Uruguai e organizado pela Antel. O torneio foi disputado pelas duas maiores forças do futebol uruguaio (Nacional e Peñarol) e mais dois convidados (Palmeiras do Brasil e Libertad do Paraguai). As partidas foram realizadas no Estádio Centenário, em Montevidéu, no Uruguai, entre os dias 20 e 23 de janeiro..

## Participantes
| Equipe    | País     | Qualificação                                       | Títulos               | Part. |
| --------- | -------- | -------------------------------------------------- | --------------------- | ----- |
| Nacional  | Uruguai  | Campeão do Torneio Apertura de 2014-15 - Anfitrião | 3 (2013, 2014 e 2015) | 6ª    |
| Peñarol   | Uruguai  | Campeão do Torneio Clausura de 2015 - Anfitrião    | 1 (2011)              | 6ª    |
| Palmeiras | Brasil   | Convidado                                          | 0 (Não possui)        | 1ª    |
| Libertad  | Paraguai | Convidado                                          | 0 (Não possui)        | 2ª    |

## Resultados
|  | Semifinais                 | Semifinais                 |       |                            | Final                      | Final |  |
|  |                            |                            |       |                            |                            |       |  |
|  | 20 de janeiro – Montevidéu |                            |       |                            |                            |       |  |
|  | Palmeiras                  | 2                          |       |                            |                            |       |  |
|  | Libertad                   | 0                          |       |                            |                            |       |  |
|  |                            |                            |       |                            |                            |       |  |
|  |                            |                            |       |                            | 23 de janeiro – Montevidéu |       |  |
|  |                            |                            |       |                            | Palmeiras                  | 0 (3) |  |
|  |                            | Nacional (pen)             | 0 (4) |                            |                            |       |  |
|  |                            |                            |       |                            |                            |       |  |
|  |                            |                            |       |                            |                            |       |  |
|  |                            |                            |       |                            | Terceiro lugar             |       |  |
|  | 20 de janeiro – Montevidéu | 20 de janeiro – Montevidéu |       | 23 de janeiro – Montevidéu | 23 de janeiro – Montevidéu |       |  |
|  | Nacional                   | 3                          |       | Libertad                   | 1 (4)                      |       |  |
|  | Peñarol                    | 1                          |       |                            | Peñarol (pen)              | 1 (5) |  |

## Jogos
Semi-finais
| 20 de janeiro | Palmeiras                | 2 – 0     | Libertad | Estádio Centenário, Montevideu |
| 20:00 (GMT-3) | Allione 81' · Moisés 90' | Relatório |          | Árbitro: URU Andrés Cunha      |

| Palmeiras | Libertad |

| G                | 1  | Fernando Prass  |  |     |
| LD               | 2  | Lucas           |  |     |
| Z                | 3  | Edu Dracena     |  |     |
| Z                | 44 | Leandro Almeida |  |     |
| LE               | 11 | Zé Roberto      |  |     |
| V                | 26 | Matheus Sales   |  | 80' |
| V                | 5  | Arouca          |  | 65' |
| MC               | 27 | Robinho         |  | 71' |
| AT               | 33 | Gabriel Jesus   |  | 63' |
| AT               | 7  | Dudu            |  |     |
| AT               | 29 | Alecsandro      |  | 65' |
| Suplentes:       |    |                 |  |     |
| G                | 25 | Vagner          |  |     |
| LD               | 22 | João Pedro      |  |     |
| Z                | 31 | Thiago Martins  |  |     |
| Z                | 13 | Roger Carvalho  |  |     |
| LE               | 6  | Egídio          |  |     |
| V                | 21 | Thiago Santos   |  | 80' |
| MC               | 28 | Moisés          |  | 65' |
| MC               | 20 | Allione         |  | 71' |
| MC               | 30 | Régis           |  |     |
| AT               | 14 | Erik            |  | 63' |
| AT               | 9  | Cristaldo       |  | 65' |
| Treinador:       |    |                 |  |     |
| Marcelo Oliveira |    |                 |  |     |

| G              | 1  | Rodrigo Muñoz      |     |     |
| LD             | 2  | Jorge Moreira      |     |     |
| Z              | 21 | Fabián Balbuena    |     |     |
| Z              | 26 | Pedro Benítez      |     |     |
| LE             | 4  | Báez               |     |     |
| V              | 22 | Osmar Molinas      | 61' |     |
| V              | 16 | Sergio Aquino      |     |     |
| MC             | 24 | Domingo Salcedo    |     | 78' |
| MC             | 9  | Rogerio Leichtweis |     | 67' |
| AT             | 18 | Pablo Zeballos     |     | 62' |
| AT             | 7  | Santigo Salcedo    |     |     |
| Suplentes:     |    |                    |     |     |
| G              | 12 | Jorge Chena        |     |     |
| LD             | 5  | Marreco            |     |     |
| Z              | 3  | Adalberto Román    |     |     |
| Z              | 14 | Luis Cardozo       |     |     |
| LE             | 30 | Sergio Vergara     |     |     |
| V              | 15 | Ángel Lucena       |     |     |
| MC             | 19 | Maidana            |     | 78' |
| MC             | 28 | Jesús Medína       |     | 67' |
| MC             | 10 | Jorge Recalde      |     | 62' |
| AT             | 13 | Félix Benítez      |     |     |
| AT             | 17 | Wilson Leiva       |     |     |
| Treinador:     |    |                    |     |     |
| Eduardo Rivera |    |                    |     |     |

| Árbitros assistentes: Horacio Ferrero Javier Castrol | Regras da partida - 90 minutos - Disputa por pênaltis caso empate após tempo regulamentar - 11 substitutos - Máximo de 5 substituições |

| 20 de janeiro | Nacional                               | 3 – 1     | Peñarol    | Estádio Centenário, Montevidéu |
| 22:15 (GMT-3) | Fernández 40' · Romero 66' · López 76' | Relatório | 45' Fucile | Árbitro: URU Pablo Giménez     |

| Nacional | Peñarol |

| G             | 1  | Conde               |     |     |
| LD            | 4  | Fucile              |     |     |
| Z             | 5  | Erick Cabaco        |     | 87' |
| Z             | 23 | Polenta             |     |     |
| LE            | 22 | Alfonso Espino      |     |     |
| V             | 14 | Porras              | 58' |     |
| MC            | 19 | Santiago Romero     |     | 88' |
| MC            | 10 | Ignacio González    |     | 70' |
| AT            | 11 | Leandro Barcia      |     | 65' |
| AT            | 7  | Kevin Ramírez       |     |     |
| AT            | 29 | Sebastián Fernández |     | 81' |
| Suplentes:    |    |                     |     |     |
| G             | 25 | Luis Mejía          |     |     |
| LD            | 17 | Damián Eroza        |     |     |
| Z             | 2  | Sebastián Gorga     |     | 87' |
| Z             | 6  | Olivera             |     |     |
| V             | 18 | Felipe Carballo     |     | 88' |
| MC            | 8  | Eguren              |     |     |
| AT            | 29 | Cristian Tabó       |     | 65' |
| MC            | 27 | Benítez             |     |     |
| MC            | 31 | Barbaro             |     |     |
| AT            | 13 | Mascia              |     | 81' |
| AT            | 16 | López               |     | 70' |
| Treinador:    |    |                     |     |     |
| Gustavo Munúa |    |                     |     |     |

| G                | 1  | Guruceaga        |          |     |
| LD               | 13 | Agurregaray      |          |     |
| Z                | 2  | Guille Rodríguez |          |     |
| Z                | 4  | MacEachen        | 29', 55' |     |
| LE               | 22 | Gianni Rodríguez |          |     |
| V                | 14 | Luis Aguiar      |          | 76' |
| V                | 25 | Nández           |          |     |
| MC               | 19 | Rodrigo Viega    |          | 56' |
| MC               | 20 | Albarracín       |          | 46' |
| AT               | 10 | Forlán           |          | 63' |
| AT               | 9  | Ifrán            | 41'      | 46' |
| Suplentes:       |    |                  |          |     |
| G                | 12 | Frascarelli      |          |     |
| Z                | 23 | Carlos Valdez    |          | 56' |
| Z                | 3  | Buschiazzo       |          |     |
| Z                | 21 | Rodales          |          |     |
| LE               | 6  | Diogo Silvestre  |          | 76' |
| V                | 5  | Marcel Novick    |          |     |
| MC               | 11 | Costa            |          | 63' |
| MC               | 7  | Hernán Novick    |          |     |
| MC               | 15 | Maxi Rodríguez   |          | 46' |
| AT               | 17 | Zalayeta         |          | 46' |
| AT               | 30 | Palacios         |          |     |
| Treinador:       |    |                  |          |     |
| Pablo Bengoechea |    |                  |          |     |

| Árbitros assistentes: Nicolás Tarán Daniel Castro | Regras da partida - 90 minutos - Disputa por pênaltis caso empate após tempo regulamentar - 11 substitutos - Máximo de 5 substituições |

Decisão do 3° lugar
| 23 de janeiro | Libertad    | 1 – 1     | Peñarol      | Estádio Centenário, Montevidéu |
| 20:00 (GMT-3) | Benítez 66' | Relatório | 26' Palacios | Árbitro: URU Diego Riveiro     |

|                                     |       | Penalidades                                  |  |
| Salcedo Muñoz Molinas Leiva Moreira | 4 – 5 | Rodríguez Valverde Albarracín Palacios Leyes |  |

| Libertad | Peñarol |

Final
| 23 de janeiro | Palmeiras | 0 – 0     | Nacional | Estádio Centenário, Montevidéu |
| 22:15 (GMT-3) |           | Relatório |          | Árbitro: URU Esteban Ostojich  |

|                                                                     |       | Penalidades                                      |  |
| Zé Roberto Rafael Marques Dudu Allione Fernando Prass Gabriel Jesus | 3 – 4 | Fernández Polenta González Ramírez Fucile Barcia |  |

| Palmeiras | Nacional |

## Artilharia
Atualizado em 24 de janeiro de 2016.
| Gols | Jogador   | Time                  |
| ---- | --------- | --------------------- |
| 1    | Allione   | Palmeiras             |
| 1    | Moisés    | Palmeiras             |
| 1    | Fernández | Nacional              |
| 1    | Romero    | Nacional              |
| 1    | López     | Nacional              |
| 1    | Palacios  | Peñarol               |
| 1    | Benítez   | Libertad              |
| GC   | Fucile    | Nacional para Peñarol |

## Transmissão
- Brasil: ESPN Brasil e SporTV

## Premiação
| Copa Antel de 2016           |
| Uruguai                      |
| ---------------------------- |
| NACIONAL Campeão (4º título) |